# Buthus intumescens
Buthus intumescens – gatunek skorpiona z rodziny Buthidae, zamieszkujący Egipt.

## Taksonomia
Gatunek ten opisany został w 1829 roku przez Christiana Gottfrieda Ehrenberga.

## Opis
Długość ciała do 65 mm. V segment zaodwłoku i telson żółtawo-pomarańczowe. Na II i III segmentach zaodwłoku 8 kompletnych żeberek (carinae) i 2 niepełne. I segment zaodwłoku u samic dłuższy niż szeroki. II segment dłuższy niż szeroki. Ruchomy palec (tarsus) nogogłaszczek z 10 ukośnymi rzędami ząbków. Brzuszne żeberka na II i III segmencie zaodwłoku silnie płatkowate.

## Występowanie
Gatunek ten jest endemitem Egiptu, prawdopodobnie odłowionym w południowej części kraju.